# Haagse Comedie

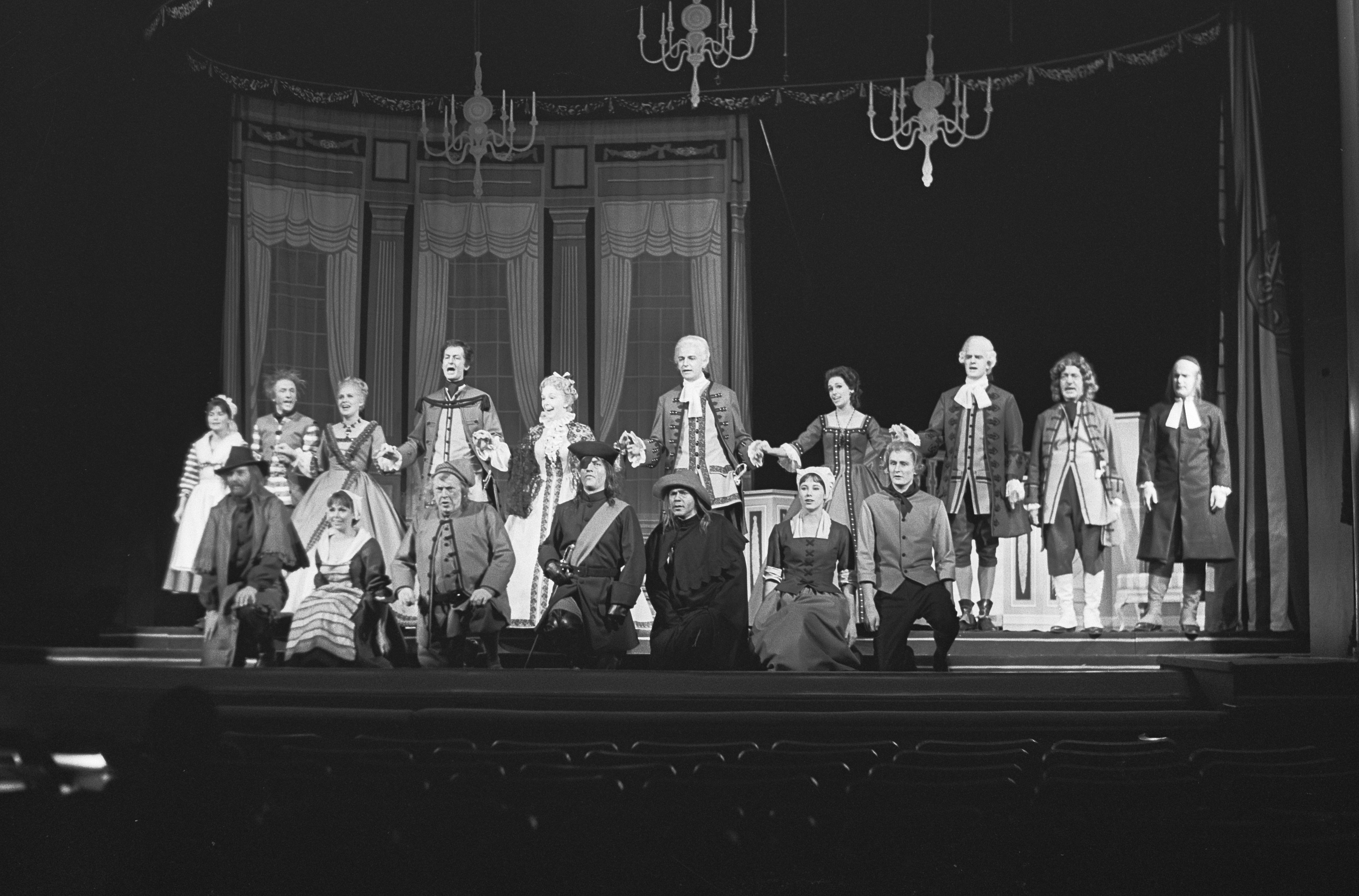
Haagse Comedie in 1964

De Haagse Comedie (eerder Haagsche Comedie) was een toneelgezelschap uit de Nederlandse stad Den Haag dat in 1947 werd opgericht door Cees Laseur. Het gezelschap werd in 1988 opgeheven en opgevolgd door Het Nationale Toneel, nu Het Nationale Theater. De laatste voorstelling was Happy End van Dorothy Lane, Bertolt Brecht en Kurt Weill.
Samen met de Nederlandse Comedie was de Haagse Comedie in de tweede helft van de twintigste eeuw het meest toonaangevende gezelschap in de Nederlandse theaters. Grote acteurs en regisseurs maakten er voorstellingen.

## Toneeluitvoeringen
In 1980 en 1981 werd De Revisor in een vertaling van Charles B. Timmer uitgevoerd door de Haagse Comedie. Onder de acteurs waren: Kees Coolen, Wim van Rooy, Wim van den Heuvel en Kees van Lier.